# Miliusa elongata
Miliusa elongata är en kirimojaväxtart som beskrevs av William Grant Craib. Miliusa elongata ingår i släktet Miliusa och familjen kirimojaväxter. Inga underarter finns listade i Catalogue of Life.